# 200美元纸币
200美元纸币是在美国出现过多次的恶作剧事件。恶作剧者一般出于讽刺当局的目的使用假造的200美元纸币进行消费。因为美国历史上从未发行过200美元面值的纸币，因此执法部门在接到报案后不能按照使用伪钞的罪名起诉，而往往以欺诈的罪名起诉肇事者。
由於所有美元纸币的大小及顏色均相同，所以伪造者的200美元纸币只要采用和正版美元相同的格式和颜色，便很容易騙過收銀員，除非紙幣經過留傳後有破損，以致裡層的白色紙質露出而被發現。這些200美元纸币正面的总统头像均被恶搞並替换為時任美國總統小布殊。背面的图案多是白宫。财政部长的签名有时会被替换。而原本印在美元背后的箴言“In God We Trust”（我们信仰上帝）更是经常被恶搞。

## 事例
- 2004年8月22日，美国大选期间，一名在宾夕法尼亚州一家服裝店工作的女子在收下一张200美元钞票以後，未知收到的是一張偽鈔，並以之购买了服装。事后被控以欺詐手段盜竊及接贜罪。[2][4]
- 在肯塔基州，一名男子在當地的食物連鎖店Dairy Queen利用一張200美元鈔票購買2美元的食物，並獲店員找回198美元。[2]
- 2008年9月，一名男子在北卡罗来纳州罗诺克·拉皮兹市（英语：Roanoke Rapids, North Carolina）的超市用一张200美元的钞票购买了150美元的货品。[6]收银员同樣未能发现是伪钞而找零。[5]